# Kareng
Kareng is een dorp in het district North-West in Botswana. De plaats telt 1259 inwoners (2011).